# Overbuurtse polder
De Overbuurtse polder (of Overbuurtsche Polder) is een polder ten noordwesten van Bleiswijk, in de Nederlandse provincie Zuid-Holland. De polder grenst in het oosten aan de Klappolder.
De polder valt onder Hoogheemraadschap van Schieland en de Krimpenerwaard.
Het grondgebruik is overwegend glastuinbouw.